# Nejvyšší lovčí
Nejvyšší lovčí (latinsky summus venator, německy Oberst-Jägermeister nebo Oberstjägermeister, případně Obrist-Jägermeister), zpočátku jen lovčí patřil k dvorským úřadům (dignitates), které původně měly zabezpečovat hospodářství a chod domácnosti i dvora panovníka. Jeho úkolem byl dohled nad knížecími a později královskými lesy, které se využívaly především k honitbě. Dalšími dvorskými úřady byl komorník (camerarius), správce knížecích stájí – maršálek (marschalcus, agazo), stolník, číšník (dapifer) a mečník (ensifer). 

## České království
V Českém knížectví se lovčí připomíná už v 11. století. Kníže Jaromír (vládl 1003, 1004–1012, 1033–1034) odměnil svého zachránce Hovoru udělením úřadu lovčího s příslušností ke Zbečnu. Ve 12. století se hodnost lovčího změnila ve skutečný, stálý a institucionalizovaný úřad. Lovčí měl dohled nad celkem lesních komplexů, které byly rozděleny na menší lesní úseky dozorované hajnými (forestarii) a které panovnická družina využívala k honitbě. Lovci teoreticky podléhali nejvyššímu lovčímu. Úřad existoval až do konce 18. století. Významný královský lovecký revír se nacházel na Křivoklátsku (přemyslovský hvozd), v nejbližším okolí Prahy panovník a jeho družina lovili v Královské oboře.

### Seznam nejvyšších lovčích Českého království
- 1184–1185 Matyáš
- 1189 Vecel
- 1194 Vilém
- 1221 Záviš
- 1225 Častolov ze Žitavy
- 1227 Radoslav z Ceblovic
- 1232–1233, 1239 Slavata a Spytata
- 1233 Bohuslav
- 1230–1259 Beneda
- 1234 Bohobud, Ranožír, Veceň
- 1234–1238 Řim
- 1238 Zdislav
- 1239 Vrch
- 1367–1378 Ctibor z Fuchsberka
- 1380–1385 Jíra z Roztok
- 1385 Ctibor Tlam z Drastu
- před 1397 Sulek z Chlistova
- 1396–1412 Filip Lanta z Dědic
- 1417–1419 Janek ze Smilkova a z Kostelce
- 1437 Hanuš z Kolowrat na Krašově
- 1500 Jan Vratislav z Mitrovic
- 1579–1581 Dětřich ze Švendy
- 1582–1588 Abundus Šlik
- 1594–1603 Jan Vřesovec z Vřesovic na Podsedicích a Libčevsi († 1605)[6]
- 1603 (18. 6.) – 1606 Václav Kinský z Vchynic a Tetova na Zásmucích[7]
- 1611[8] (srpen) – 1628 Vilém Kinský z Vchynic a z Tetova (1574 – 25. 2. 1634 Cheb)
- 1620 Pertold Bohobud z Lipé (1590–1643 Skalica)
- 1629–1633 Volf Ilburk z Vřesovic (kolem 1575 Sovinec– 9. 12. 1634 Praha)
- 1634 (26. 12.) – 1647 (1. 1.) Vilém mladší Popel z Lobkowicz (asi 1575 – 1. 1. 1647; bílinská linie)[9]
- 1647 (11. 2.) – 1659 František Vilém Popel z Lobkowicz (14. 8. 1616 – 26. 2. 1670)[10]
- 1659 (3. 4.) – 1664 Rudolf Kounic (1617 – 21. 4. 1664)
- 1665 (7. 2.) – 1680 Jan Adam Hrzán z Harasova (1625 Červený hrádek – 23. 2. 1681 Červený hrádek)
- 1681 (4. 3.) – ? Ferdinand Vilém Popel z Lobkowicz (16. 8. 1647 – 24. 1. 1708)[11]
- 1696 (6. 10.) – 1712 Oldřich Felix Popel z Lobkowicz (1650 – 4. 8. 1722)[12]
- 1723 v době korunovace Karla VI. nebyl úřad obsazen – vacat[13]
- 1727–1751 František Karel Clary-Aldringen (1675–1751)
- 1751–1760 Leopold Kinský (1713–1760)[14]
- 1767–1780 (17. 4.) Josef Jan Maxmilián Kinský (15. 11. 1705 – 17. 4. 1780 Praha)
- 1781–1790 (13. 1.) Jan Karel Špork († 13. 1. 1790)
- 1790–1816 (2. 6.) Jan Vojtěch Czernin z Chudenic (1746 Praha – 2. 6. 1816 zámek Kozel)

### Seznam nejvyšších místolovčích Českého království
Čestný post dědičného místolovčího Českého království byl v roce 1655 udělen šlechtickému rodu Věžníkům z Věžník.
- 1655–1666 Jan Rudolf Věžník z Věžník († 1666)
- ?–1789 František Xaver Věžník (1711 – 14. 9. 1789)

## Moravské markrabství

### Seznam nejvyšších lovčích Moravského markrabství
- 1203 Blud (Olomouc)
- 1203 Slavata
- 1210 Milej (Brno)
- 1227 Radoslav (Znojmo)
- 1230–1239 Beneda (Olomouc)
- 1232 Slavata, Spytata (Olomouc)
- 1233 Bohuslav
- 1234 Bohobud, Beneda, Ranožír (Znojmo)
- 1234 Rym (Olomouc)
- 1234 Vécen (Olomouc)
- 1238 Zdislav
- 1238 Rym (Brno)
- 1239 Spytata a Vrch (?)
- 1251–1259 Beneda
- 1259 Ludslav (Brno)
- 1278 Vlček
- (80. léta ?) Albert Z Donky
- 1306 Rajmund z Lichtenburka (kolem 1265–1329)
- 1341 Berchtold z Lipé, Jan z Cimburka

## Svatá říše římská
Úřad císařského nejvyššího lovčího byl zřízen císařem Maxmiliánem I. Podle dvorského řádu (Hofstaatsordung) Ferdinanda I. byl podřízen nejvyššímu hofmistrovi. Za Karla VI. se emancipoval na pátý nejvyšší dvorský úřad s příslušným personálem. V roce 1770 však ztratil svou samostatnost a opět byl podřízen nejvyššímu hofmistrovi. Úkolem lovčího bylo doprovázet císaře na lovu, sestavovat program lovu a péče o zvěř. 

### Seznam nejvyšších císařských lovčích
Post nejvyššího dvorského a zemského lovčího (Obersthof- und Landjägermeister) zastávali:
- ?–? (za Matyáše a Ferdinand II.) Bruno III. z Mansfeldu[17] (13. 9. 1576 – 6. 9. 1644 Vídeň)
- 1712 (25. 1.)[18]  nebo 1715[19] – 1724 (21. 12.)[18] nebo 1725[19] Hartman Jan Josef z Liechtensteinu (1666–1728)
- 1724 (25. 12.)[18] nebo 1726[20] – před dubnem 1746[18] Jan Julius z Hardeggu (1676–1746)[pozn. 1]
- 1746 (10. 4.) – 1758 (21. 5.)[18] Karel Antonín z Harrachu (1692–1758)
- 1758 (28.5.) – 1788 (21. 6.)[18] František Václav z Clary-Aldringenu
- 1789–1808 (17. 3.)[18] Jan František z Hardeggu (1741–1808)
- ?–? (určitě 1811) Jan Ferdinand z Hardeggu (18. 4 1773 – 2. 5 1818), syn Jana Františka
- ?–? (určitě 1819, 1822) Karel Vilém II. z Auerspergu (5. 10. 1782 Praha – 25. 1. 1827 Vlašim)
- 1831[zdroj?] (určitě už 1823, 1824, 1825, 1826, 1827 Ernest Hoyos)–1849 Jan Arnošt Hoyos (24. 2. 1779 Vídeň – 28. 10. 1849 Horn)
- 1849–1874 Rudolf Bruntálský z Vrbna (4. 4. 1801 Vídeň – 12. 2. 1874 Vídeň)
- 1874–1897 Hugo Abensperg-Traun (20. 9. 1828 Vídeň – 3. 8. 1904 Maissau, Dolní Rakousy)[22]
- 1897–1904 Leopold Gudenus (15. 9. 1843 Mühlbach, Dolní Rakousy – 1. 10. 1913 Ulrichskirchen, Dolní Rakousy)
- 1904–1918 Maxmilián Theodor z Thun-Hohensteinu (24. 7. 1857 Žehušice – 1. 8. 1950 Vídeň)

## Rakouské země
V Rakouském arcivévodství se nejvyšší dvorský a zemský lovčí (Obersthof- und Landjägermeister) zdržoval v císařově blízkosti. Navrhoval program císařských lovů a honiteb, nesl zodpovědnost za dostatečné množství lovné zvěře v loveckých revírech, o jejichž stavech musel mít dobrý přehled. Jeho podřízenými byli podlesní, tajemníci, písaři, kaplani, psovodi, kováři, polní bradýři, fořti, lovčí, náhončí a další pomocné síly. Později mu byl podřízen i úřad dvorního sokolníka.

### Horní Rakousy
V roce 1705 udělil císař Josef I. úřad jako léno hrabatům z Lambergu, od roku 1707 knížatům z Lambergu v primogeniturní linii.
- ?–? Wolf Zikmund z Losensteinu (1567 – 19. 3. 1626 Vídeň), úřad zastával v roce 1616 v době korunovace Anny Tyrolské na českou královnu[25]
- 1705–1711 Leopold Matyáš z Lambergu (20. 2. 1667 Vídeň – 10. 3. 1711 Vídeň), 1. kníže
- 1711–1712 František Josef z Lambergu (28. 10. 1638 Vídeň – 2. 11. 1712 Steyr), 2. kníže
- 1712–1759 František Antonín z Lambergu (30. 9. 1678 Steyr – 23. 8. 1759 Vídeň), 3. kníže
- 1759–1797 Jan Nepomuk z Lambergu (24. 2. 1737 – 15. 12 1797), 4. kníže
- 1797–1831 Karel Evžen z Lambergu ( 1. 4. 1764 – 11. 5. 1831), 5. kníže
- ?–1862 Gustav Jáchym z Lambergu (21. 12. 1812 Salcburk – 3. 2. 1862 Mnichov), 6. kníže
- úřad později neudělen[24]

### Dolní Rakousy
V roce 1848 zastával úřad rod hrabat z Baudissin-Zinzendorf-Pottendorfu.
- ?–? Jiří Kristián z Zinzendorf-Pottendorfu na Vöslau, Ober- a Nieder Hauseck
- ?–1681 Albrecht z Zinzendorf-Pottendorfu († 6. 10. 1681 Linec), od roku 1662 hrabě

### Štýrské vévodství
Úřad dědičného zemského lovčího ve Štýrsku (Oberst-Erbland-Jägermeister in Steiermark) zřídil arcivévoda Karel II. Štýrský 18. února 1580 pro hrabata z Thannhausenu. V letech 1690–1848 ho zastával šlechtický rod hrabat a knížat Dietrichsteinů (Ditrichštejnů).
- 1580 (18. 2.) – 1601 Konrád z Thannhausenu († 14. 6. 1601)
- ?–? Jan Josef Ignác z Thannhausenu na Ober Pettau, Wachsenbergu, Thannhausenu a Sturmbergu
- ?–1698 Ferdinand Josef z Dietrichsteinu (25. 9. 1636 – 28. 11. 1698 Vídeň), 2. kníže
- 1698–1708 Leopold Ignác z Dietrichsteinu (16. 8. 1660 Eggenberg – 13. 7. 1708 Mikulov), 3. kníže
- 1708–1738 Walter Xaver z Dietrichsteinu (18. 9. 1664 Brno – 3. 11. 1738 Mikulov), 4. kníže
- 1738–1784 Karel Maxmilián z Dietrichsteinu (28. 4. 1702 Brno – 24. 10. 1784 Mikulov), 5. kníže
- ?–1825 Josef Karel z Dietrichsteinu (19. 10. 1763 Vídeň – 17. 9. 1825 Vídeň)

### Korutanské vévodství
Od 8. března 1830 zastával úřad rod hrabat z Plazu.
- ?–? Polycarp Josef Ignác z Plazu (20. 3. 1671 Klagenfurt – 27. 1. 1747 Straßburg (Gurktal))
- ?–? Hieronymus Maria Josef z Plazu (asi 27. 9. 1777 Radstadt – 15. 2. 1864 Klagenfurt)
- ?–? Ferdinand z Plazu (10. 2. 1849 Štýrský Hradec – 1917)

### Kraňsko a Vindická marka
Po vymření rodu Khislů získal dědičný úřad zemského lovčího v Kraňsku rod hrabat a pánů z Gallenbergu. 
Úřad zastávali i v roce 1848.
- ?–? Jan Jakub z Gottschee (1565 Ljubljana – 23. 6. 1637 Maribor), od roku 1623 říšský hrabě, také dědičný zemský stolník v okněžněném hrabství Gorice
- ?–? Bedřich (Friedrich) z Gallenbergu (29. 12. 1809 – 16. 10. 1862 Čechy pod Kosířem)

### Tyrolsko
V roce 1848 zastával úřad rod hrabat z Thunu (větev Castel Fondo).

### Hrabství Gorice a Gradiška
V roce 1848 zastával úřad rod hrabat ze Strassolda.

## Seznam nejvyšších císařských dvorských sokolníků
V 18. století byl nejvyšší sokolník (Oberstfalkenmeister) šestým nejvyšším dvorským úřadem. Post zastávali:
- 1642 (1. 11) – 1655 (1. 3.)[29] František Albrecht z Harrachu (25. 11. 1614 Vídeň – 23. 5. 1666 Vídeň)
- 1712 (24. 1.) – 1740[18] Jan Albrecht ze St. Julien-Wallsee (1673–1766) 
  - úřad zastával v roce 1723 během korunovace Karla VI.[30]
- 1744 (8. 1.) – 1758 (21. 5.)[18] Karel Antonín z Harrachu (1692–1758)
- 1758 (28. 5.) – 1793[18]  Jan Josef Guyard ze St. Julien-Wallsee (1704–1794)
- v roce 1793 úřad zanikl[18]